# هندسة مقدسة

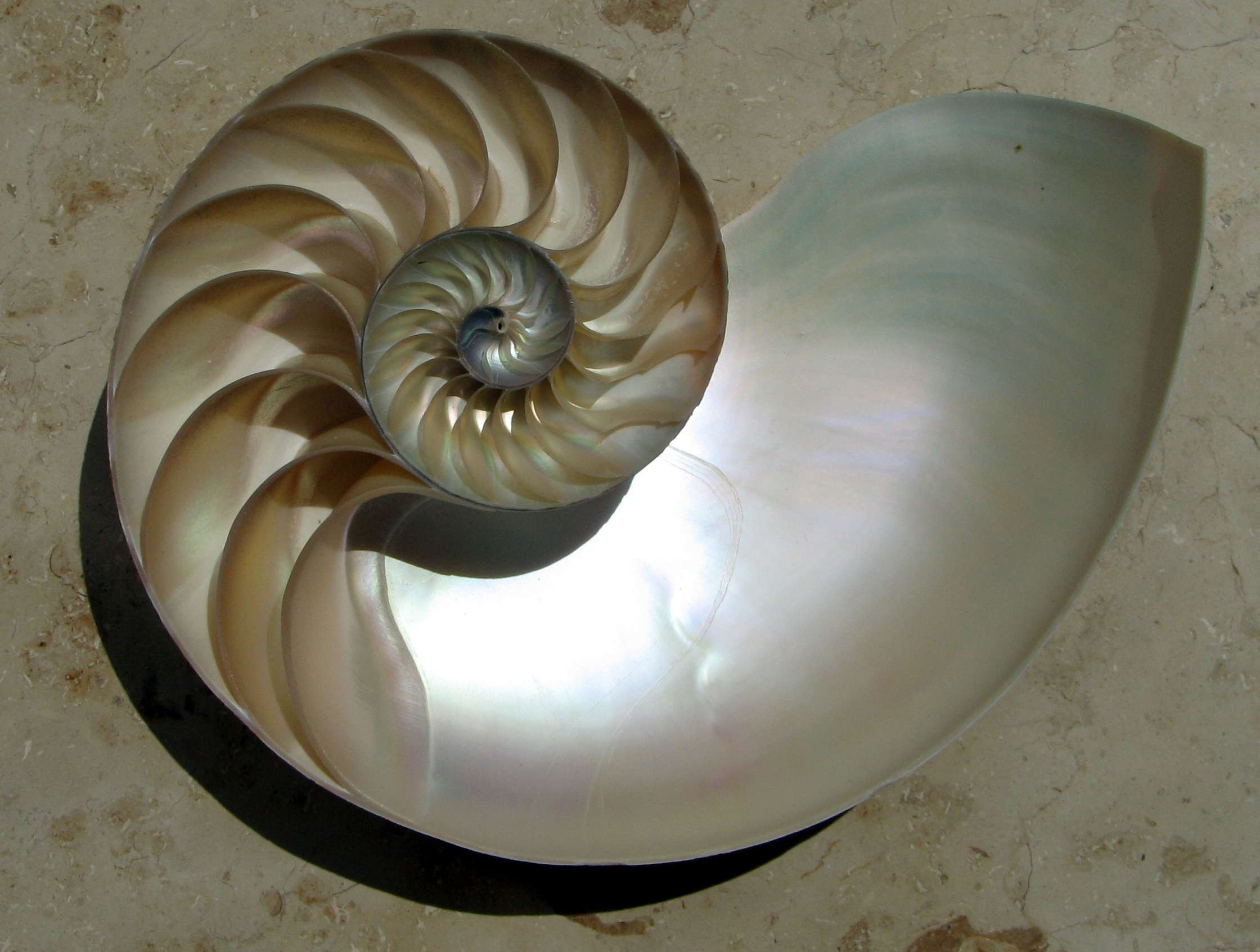
صدفة حيوان النوتي على شكل حلزون لوغاريتمي نامي.

الهندسة المقدسة هو تعريف للهندسة الخلقية منها أيضاً الأشكال الأفلاطونية، توجد في المعابد الفرعونية وفي جميع الحضارات القديمة.
زهرة الحياة اسم لشكل هندسي يشبه الزهرة السداسية الأضلاع ويتشكل من دوائر متراكبة ومتباعدة عن بعض بالتساوي. استعمل هذا التشكيل في الزخرفة منذ القدم.
تتكون، بالعادة، زهرة الحياة من سبعة أو أكثر من الدوائر المتداخلة بحيث يكون مركز كل دائرة على محيط ستة دوائر أخرى متساوية معه ومحيطة به. ليس من الضروري أن تكون الدائر المحيطة مكتملة. كما هناك بعض زهور الحياة المنقوشة قديما مؤلفة من دائرة واحدة أو من مسدس الأضلاع.
تعتير زهرة الحياة رمزا من رموز الهندسة المقدسة. يؤمن أتباع حركة العصر الجديد بأن لها مقدرات روحية وهي تمثل أسس الزمان والمكان، مثلها مثل بيضة الحياة وفاكهة الحياة وبذرة الحياة.
تواجدها
1. الأثار الفرعونية
2. الأثار الأشورية
3. لكابالا